# Hof te Dieren
Het Hof te Dieren is een landgoed en een voormalig kasteel gelegen ten zuidwesten van Dieren, gemeente Rheden in de Nederlandse provincie Gelderland. 

## Geschiedenis
De vroegste vermelding van Dieren, toen het Hof in zijn latere vorm nog niet bestond, stamt uit 838 als Theothorne. Adela van Hamaland en haar tweede echtgenoot graaf Balderik hadden hier rond het jaar 1000 bezittingen. Keizer Frederik I van Hohenstaufen schonk het goed in 1168 aan Engelbert I van Berg.
In 1647 kocht Willem II van Oranje het goed van de Duitse Orde, die in 1249 hier een commanderij gevestigd had. Vervolgens liet Stadhouder-koning Willem III het middeleeuwse huis tussen 1679 en 1684 verbouwen tot zijn favoriete jachtslot dat bekend werd als Hof te Dieren. Er kwam ook een formele mathematisch aangelegde tuin met terrassen, vijvers, grotten en fonteinen. De Oranjes lieten een uitgestrekte wildbaan afrasteren die verschillende bossen van de Veluwezoom omvatte. Als gevolg van krijgshandelingen bij de opmars van het Franse leger in 1795 brandde het huis volledig af. Omstreeks 1820 werd op dezelfde plek een nieuw landhuis gebouwd. Dat gebeurde  in opdracht van Marie Cornélie, gravin van Wassenaer Obdam. Het had een paleisachtige allure.
Sinds 1820 is het 1000 hectare grote landgoed nauw verbonden met bezittingen van het geslacht Twickel. Het park rondom het landhuis werd in Engelse landschapsstijl aangelegd naar een ontwerp van landschapsarchitect J.D. Zocher jr.. In 1877 bracht Eduard Petzold er enige veranderingen in aan.
Het 19e-eeuwse huis werd vernield tijdens de Tweede Wereldoorlog, in 1965 werd de ruïne ten slotte gesloopt. In het park van het verdwenen huis staat de vroegere tuinmanswoning, een ontwerp in cottagestijl van de Engelse architect Weatherley en gebouwd in 1903. Bijzonder is de tuinmuur uit 1885 om het park. Deze muur is voorzien van een spouw die zonnewarmte vasthoudt zodat het leifruit beter kan gedijen. Er zijn buizen gevonden waarmee waarschijnlijk zelfs warme lucht in de muur gepompt kon worden, mogelijk werd de muur kunstmatig opgewarmd bij dreigende nachtvorst. Een deel van het 1000 hectare grote gebied wordt sinds 2004 als wijngaard gebruikt, het is de grootste ommuurde wijngaard van Nederland.

## Externe link

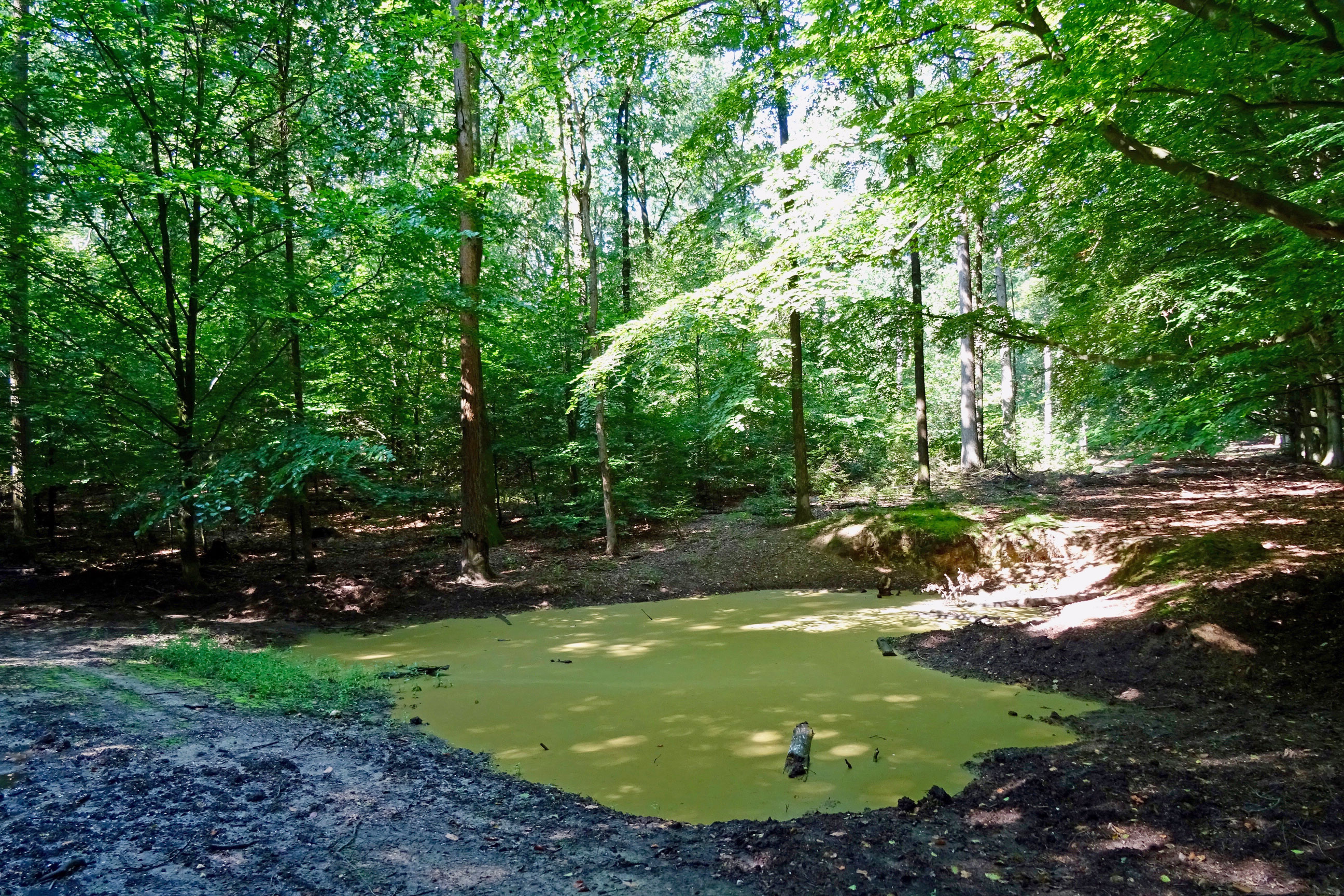
Langs de Buiten Allee in het Hof te Dieren
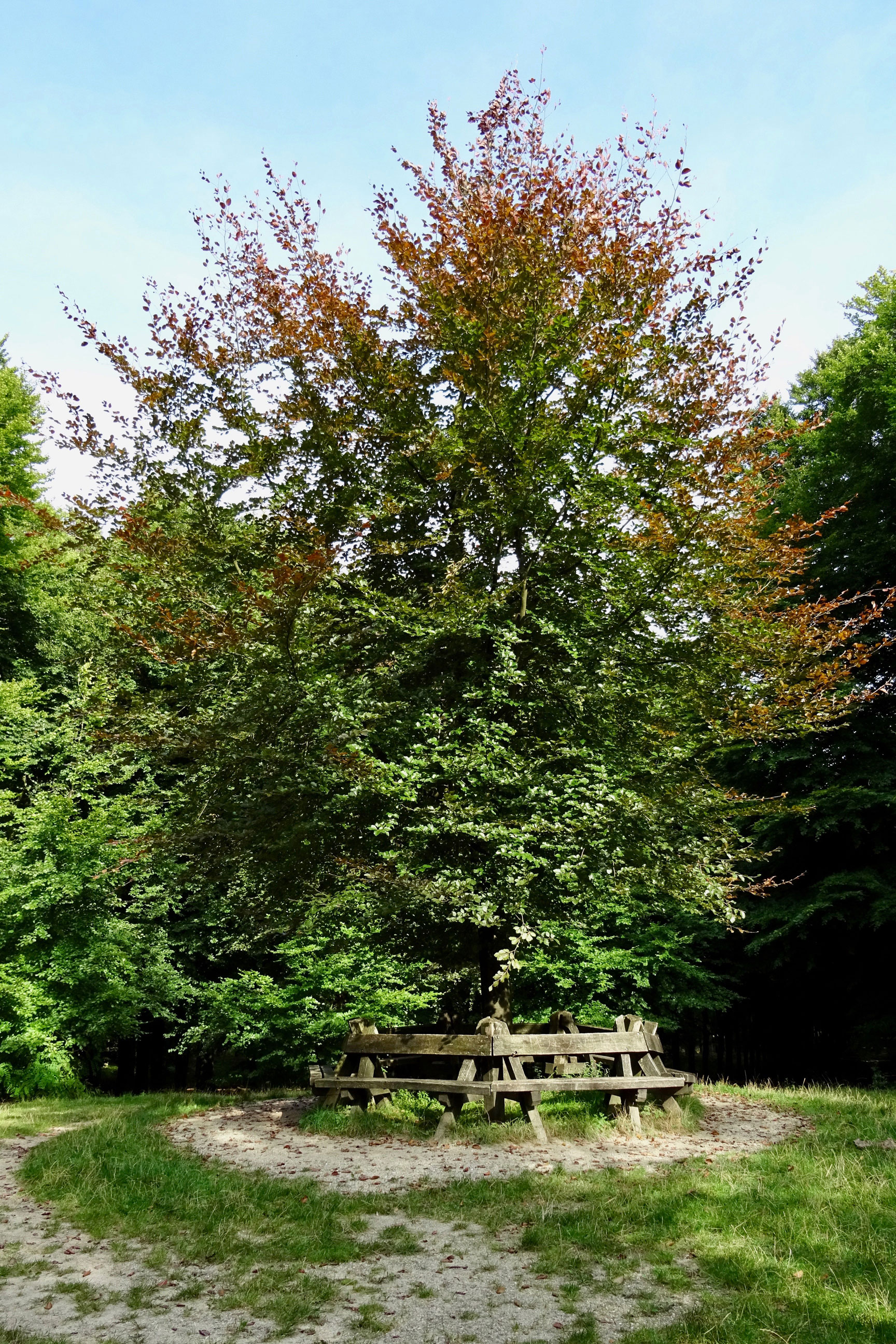
Beukenboom op de Carolinaberg in het Hof te Dieren
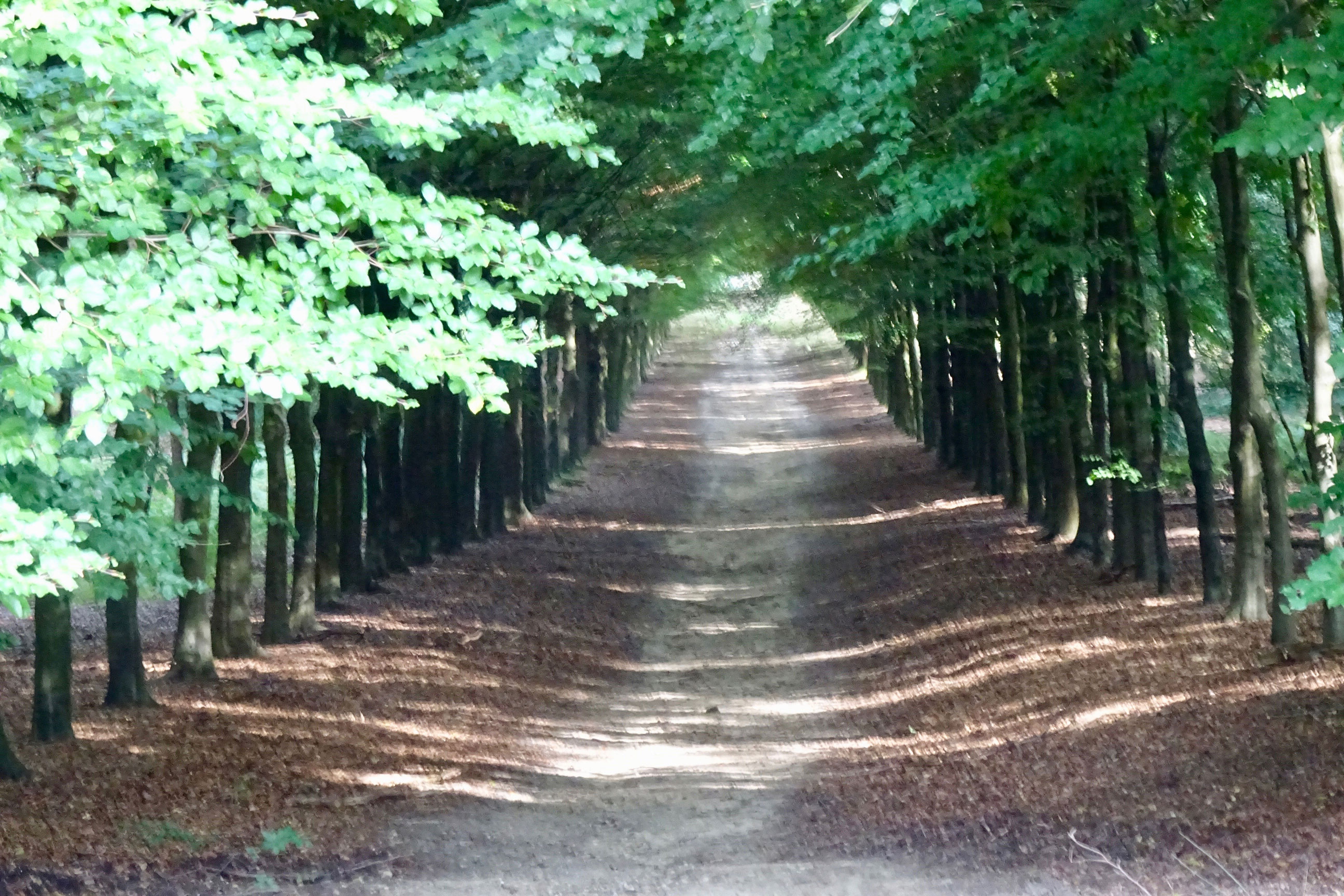
Laan vanaf de Carolinaberg in het Hof te Dieren
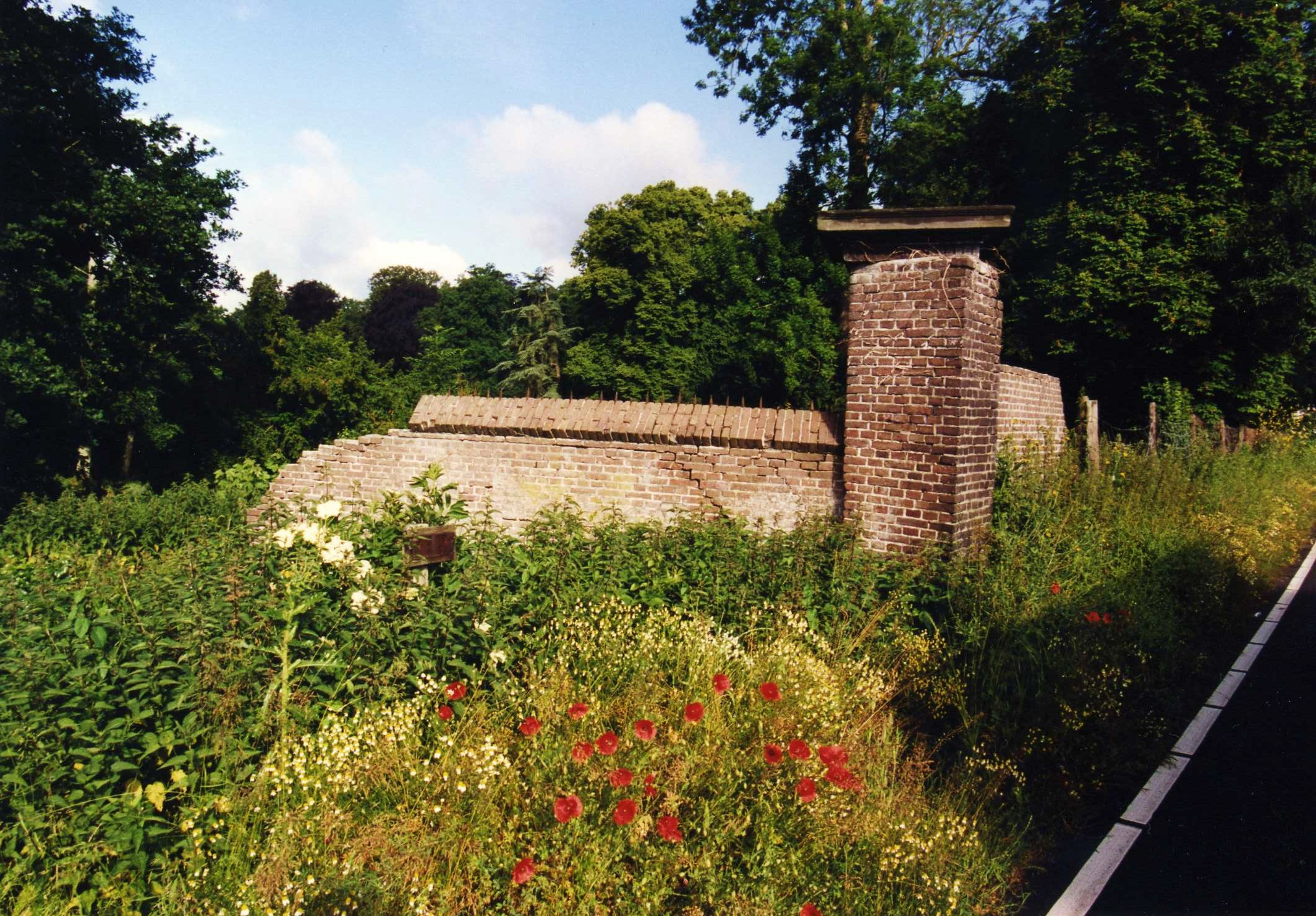
Tuinmuur van het Hof te Dieren